# Calliste à dos noir
Stilpnia peruviana
Espèce
Statut de conservation UICN

 VU A2c+3c+4c;C2a(i) : Vulnérable
Le Calliste à dos noir (Stilpnia peruviana) est une espèce de passereaux de la famille des Thraupidae.

## Répartition et habitat
Cet oiseau vit à travers le sud des forêts côtières de Serra do Mar (pt), principalement à terrain sableux et dans la restinga.